# Нефиз, Эмре
Эмре Нефиз (нем. и тур. Emre Nefiz; 24 ноября 1994 года, Франкфурт-на-Майне, Германия) — турецкий и немецкий футболист, играющий на позиции полузащитника. Ныне выступает за турецкий клуб «Адана Демирспор».

## Клубная карьера
Родившийся в Германии, во Франкфурте-на-Майне, Эмре Нефиз начинал свою карьеру футболиста в местном клубе «Франкфурт». 5 августа 2012 года он дебютировал во Второй Бундеслиге, выйдя на замену в концовке гостевой игры с «Зандхаузеном». Но практически весь сезон Нефиз отыграл за резервную команду клуба.
Летом 2014 года Эмре Нефиз перешёл в турецкий «Газиантепспор». 18 октября того же года он дебютировал в турецкой Суперлиге, выйдя в основном составе в домашнем матче с «Карабюкспором». 28 февраля 2016 года Эмре Нефиз забил свой первый гол на высшем уровне, открыв счёт в домашнем поединке против «Галатасарая».
В январе 2017 года полузащитник перешёл в «Аланьяспор».